# Adenothamnus
Adenothamnus là một chi thực vật có hoa trong họ Cúc (Asteraceae).

## Loài
Chi Adenothamnus gồm các loài: